# Nationaal Instituut voor Radio-elementen
Het Nationaal Instituut voor Radio-elementen (Frans: Institut national des Radio-Éléments) is een laboratorium in het Belgische Fleurus waar medische radio-isotopen worden verwerkt.
Eind augustus 2008 trad er een lekkage op van radioactief jodium waarna buurtbewoners werd ontraden groente uit eigen tuin, regenwater of lokaal geproduceerde zuivelproducten te consumeren. De lekkage is geclassificeerd als INES 3 en werd niet door TeleRad gedetecteerd.
Op 11 maart 2006 was dit bedrijf ook al toneel van een kernongeval. Een medewerker werd per ongeluk blootgesteld aan een kobalt-60-bron. Uit nader onderzoek bleek dat de man aan een zeer hoge stralingsdosis, in de orde van 4,4 tot 4,8 Gy (gray) was blootgesteld. Deze dosis is in principe in 50% van de gevallen dodelijk, maar anno 2007 maakt het slachtoffer het redelijk. Dit ongeluk is ingeschaald als INES 4.